# Bryce Canyon City
Bryce Canyon City è una città (town) statunitense situata nella contea di Garfield, Utah, adiacente al Bryce Canyon National Park . La città è stata ufficialmente costituita il 23 luglio 2007. Al censimento del 2010 la popolazione era di 198 abitanti, passati a 336 nel 2020.

## Geografia
Bryce Canyon City si trova a circa 20 miglia (32 km) a est di Panguitch, appena fuori dall'ingresso del Parco nazionale del Bryce Canyon, a circa 2,5 miglia (4,0 km) a nord del centro visitatori del parco.

## Clima
Il clima in questa zona presenta lievi differenze tra alti e bassi e le precipitazioni sono abbondanti durante l'arco dell'anno. Secondo il sistema di classificazione dei climi di Köppen, Bryce ha un clima marino della costa occidentale, abbreviato "Cfb" sulle mappe climatiche.

## Storia
Reuben C. "Ruby" Syrett costruì un rifugio e delle casette in questo luogo nel 1916, quando la promozione del turismo al Bryce Canyon era appena iniziata. L'attività di Syrett è cresciuta insieme alla popolarità del parco, in particolare dopo che è stato trasformato in parco nazionale nel 1928. Il Ruby's Inn divenne un importante snodo; i suoi servizi per i viaggiatori si sono sviluppati in una piccola comunità. Syrett ha donato un terreno allo stato per la costruzione di una strada (l'odierna Utah State Route 63), posizionando strategicamente il Ruby's Inn proprio all'ingresso del parco.
Nel 2007, la legislatura statale dello Utah ha approvato all'unanimità il disegno di legge HB 466, che ha modificato la legge statale sulle petizioni per incorporare una città.
La famiglia Syrett, proprietaria del Ruby's Inn, cercava da tempo l'incorporazione municipale, sperando di poter beneficiare di una parte delle entrate dell'imposta sulle vendite della contea per aiutare a finanziare il sistema idrico e altre infrastrutture della comunità. La famiglia ha presentato una petizione subito dopo la sua approvazione del disegno di legge. Il 23 luglio 2007, Bryce Canyon City è diventata la prima città costituita ai sensi della legge modificata.
Bryce Canyon City è una città aziendale, composta esclusivamente dalla proprietà del Ruby's Inn e dalla famiglia Syrett, i suoi proprietari di terza generazione. Rod Syrett, presidente del consiglio di amministrazione della società, è stato scelto come primo sindaco.